# Volkan Isbert
Volkan Isbert (* 13. Oktober 1988 in Wipperfürth) ist ein deutscher Schauspieler.

## Leben
Volkan Isbert wuchs in der nordrhein-westfälischen Schlossstadt Hückeswagen auf und besuchte das Engelbert-von-Berg-Gymnasium Wipperfürth, an welchem er 2008 sein Abitur machte. Dort entdeckte er ebenfalls seine Liebe zur Schauspielerei und war Mitglied der Theater-AG.
Nach dem Abitur besuchte er bis 2009 die Schauspielschule „Film Acting School“ in Köln. Danach begann er ein Studium der Germanistik und Philosophie an der Ruhr-Universität Bochum.
Erste Fernsehauftritte hatte er in Aktenzeichen XY … ungelöst und in der Serie Danni Lowinski. Von Dezember 2012 bis Juli 2015 war er in der RTL-Fernsehserie Alles was zählt in der Rolle des Can Öztürk zu sehen.

## Filmografie
- 2016: Nicht tot zu kriegen (Fernsehserie)
- 2013: Come fly with me (Fernsehserie)
- 2012–2015: Alles was zählt (Fernsehserie; Rolle: Can Öztürk)
- 2012: Nachsitzen (Kurzfilm)
- 2011: Danni Lowinski (Fernsehserie)
- 2011: Ich kauf dir ein Schloß (Kurzfilm)
- 2011: Zwischen dem Vorhang (Kurzfilm, auch Regie)
- 2010: Aktenzeichen XY (Fernsehreihe, Gastrolle)
- 2009: Eudaimonia  (Kurzfilm, auch Regie)
- 2009: Blütenblätter (Kurzfilm)
- 2009: Voodoo-Date (Kurzfilm)
- 2008: Zukunft  (Kurzfilm, auch Regie)
- 2008: Café Erde (Kurzfilm)
- 2007: Ping Pong (Kurzfilm, Literaturprojekt)
- 2007: Chorambo (Kurzfilm)
- 2019: Familie Dr. Kleist (Fernsehserie, Gastauftritt)
- 2020: Merz gegen Merz (Fernsehserie)
- 2021: Wilsberg: Überwachen und belohnen
- 2022: WaPo Duisburg (Fernsehserie)
- 2022: In aller Freundschaft – Die jungen Ärzte (Fernsehserie)
- 2023: Bettys Diagnose (Fernsehserie)
- 2023: SOKO Köln (Fernsehserie, Folge Bis dass der Tod sie scheidet)